# Aimé Thomé de Gamond
Aimé Thomé de Gamond (1 de noviembre de 1807 - 2 de febrero de 1876) fue un ingeniero y empresario francés, defensor de la viabilidad de construir un túnel bajo el Canal de La Mancha en el paso de Calais. Sin embargo, a pesar de su empeño para poner en práctica la empresa, murió ridiculizado y arruinado debido a que el proyecto no estaba en sintonía con la política de rivalidad mantenida por entonces entre el Reino Unido y Francia. Posteriormente, se le ha reconocido como el "padre del túnel entre Francia e Inglaterra".

## Semblanza

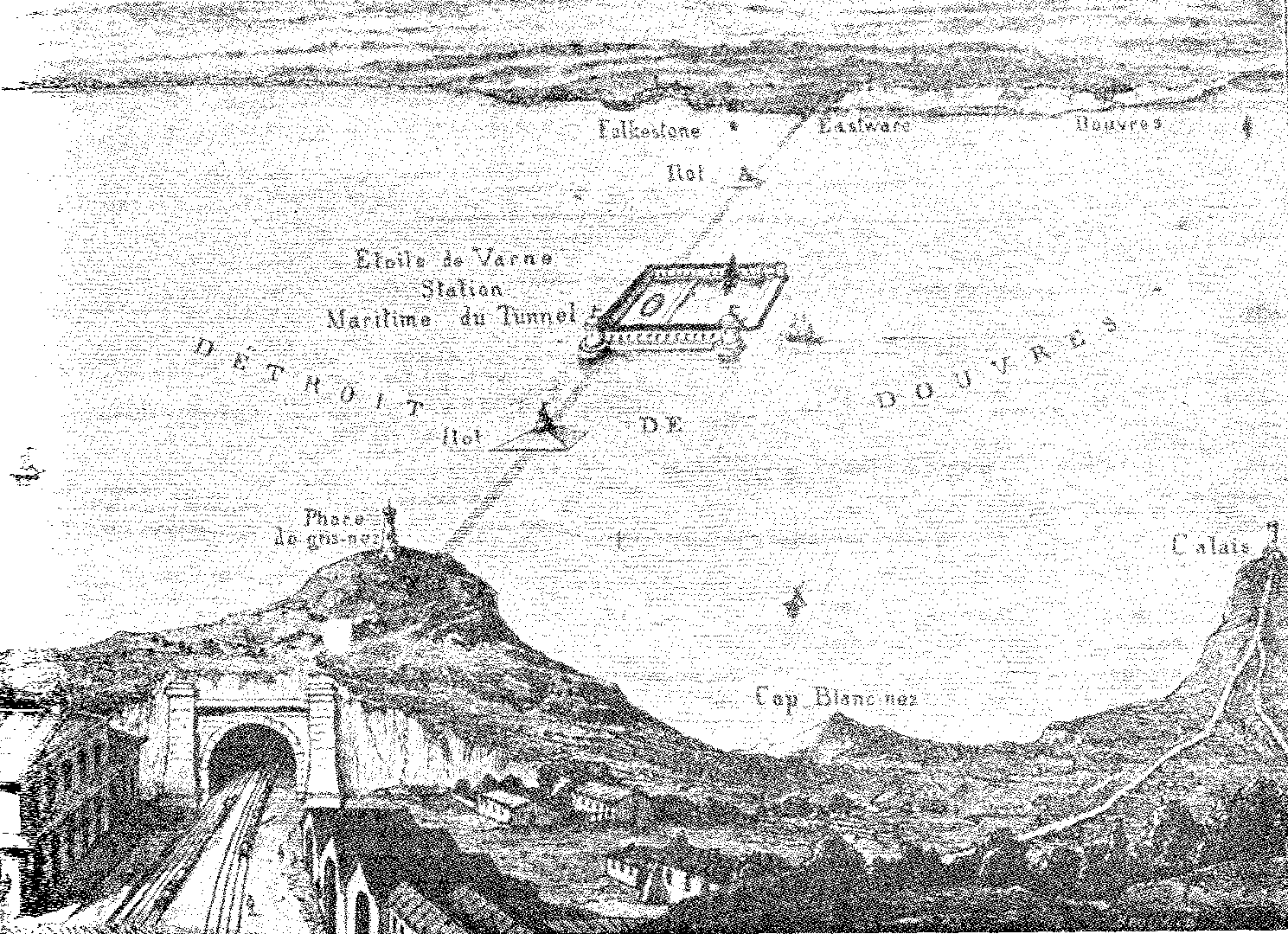
Proyecto de Thomé de Gamond para construir un túnel en el Canal de La Mancha, con un puerto a mitad del trayecto en el banco de arena de Varne

De Gamond nació en Poitiers en 1807. Estudió ingeniería de minas en los Países Bajos antes de regresar a Francia. En 1834 propuso sus primeros proyectos para un túnel bajo el Canal de la Mancha. Gamond dedicó toda su riqueza y 30 años de su vida a promover su visión de la conexión viaria de Gran Bretaña con el continente. Sin embargo, en aquella época tanto Inglaterra como Francia pensaron que seguir separados por el Canal de La Mancha tenía más sentido político y económico.
En 1856, presentó una propuesta al emperador Napoleón III para excavar un túnel ferroviario sobre el fondo marino desde el cabo Gris-Nez hasta la punta este de Wear, con un puerto intermedio que también serviría de pozo de ventilación situado en el banco de arena de Varne, con un costo estimado de 170 millones de francos (algo menos de 7 millones de libras). Thomé de Gamond llegaría a plantear un total de siete diseños. Su propuesta fue finalmente aceptada en 1867 por Napoleón III y la reina Victoria pero la Guerra franco-prusiana de 1870 puso fin al proyecto.
El partidario más entusiasta de Gamond fue su hija, que llegó a acompañarle al Canal de la Mancha en un bote de remos para que su padre pudiera sumergirse hasta el lecho marino con el fin de estudiar el sustrato de creta, porque por entonces se tenía muy poca información geológica sobre el anticlinal de Weald-Artois. Incluso después de agotar su dinero, su hija se dedicó a dar clases de música para financiar el sueño de su padre. Sin embargo, nunca llegaron a comenzarse las obras. Gamond murió arruinado y humillado en 1876.

## Imágenes
|  |  |  |  |